# Bayfield megye
Bayfield megye az Amerikai Egyesült Államokban, azon belül Wisconsin államban található. Megyeszékhelye és legnagyobb városa Washburn. Lakosainak száma 16 220 fő (2020. április 1.). Bayfield megye Ashland, Sawyer, Washburn, Douglas és Lake megyékkel határos.

## Népesség
A megye népességének változása:
| Lakosok száma | 15 009 | 15 119 | 15 089 | 15 156 | 14 977 | 16 220 |
|               | 2010   | 2011   | 2012   | 2013   | 2015   | 2020   |